# Trombitás szarvascsőrű
A trombitás szarvascsőrű (Bycanistes bucinator) a madarak (Aves) osztályának a szarvascsőrűmadár-alakúak (Bucerotiformes) rendjébe a szarvascsőrűmadár-félék (Bucerotidae) családjába tartozó faj.

## Rendszerezése
A fajt Coenraad Jacob Temminck holland arisztokrata és zoológus írta le 1824-ben, a Buceros nembe Buceros bucinator néven. Sorolták a Ceratogymna nembe Ceratogymna bucinator néven is.

## Előfordulása
Afrika déli részén, Angola, Botswana, Burundi, a Dél-afrikai Köztársaság, Kenya, a Kongói Demokratikus Köztársaság, Malawi, Mozambik, Namíbia, Szváziföld, Tanzánia, Zambia és Zimbabwe területén honos. 
Természetes élőhelyei a szubtrópusi és trópusi síkvidéki és hegyi esőerdők, száraz erdők és szavannák. Állandó, nem vonuló faj.

## Megjelenése
Testhossza 55 centiméter, testtömege 430-670 gramm. Nagy szarva követi a csőr ívét, szemét csupasz szemgyűrű veszi körül.
|  |

## Életmódja
Kisebb csapatokban a fákon keresi rovarokból és gyümölcsökből álló táplálékát.

## Szaporodása
A pár megfelelő nagyságú odút keres, majd a tojó betelepszik, a hím elkezdi sárral betapasztani a lyukat, egészen addig folytatja, amíg csak egy kis nyílás marad, ahol a táplálékot be tudja adni.

## Természetvédelmi helyzete
Az elterjedési területe rendkívül nagy, egyedszáma ugyan csökken, de még nem éri el a kritikus szintet. A Természetvédelmi Világszövetség Vörös listáján nem fenyegetett fajként szerepel.
Európában az Európai Állatkertek és Akváriumok Szövetsége felügyelete alá tartozó Európai Veszélyeztetett Fajok Programja (EEP) keretében tenyésztik a faj egyedeit.